# Colmar von der Goltz

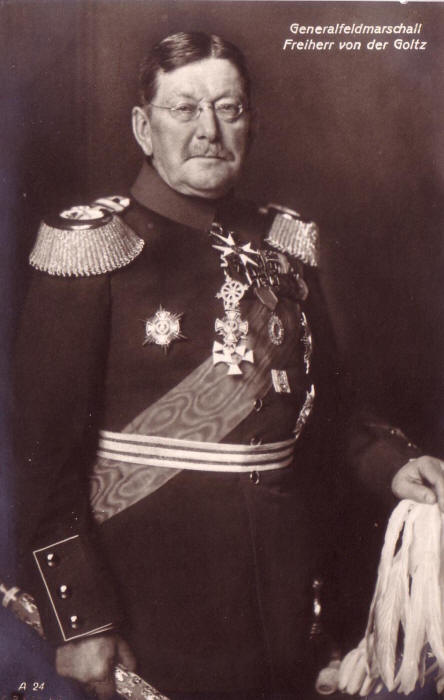
Colmar svobodný pán z Goltzu jako polní maršál

Colmar von der Goltz, plným jménem Wilhelm Leopold Colmar Freiherr von der Goltz, česky Vilém Leopold Colmar svobodný pán z Goltzu, též známý jako Goltz paša (12. srpna 1843 Bilkenfeld – 19. dubna 1916 Bagdád), byl východopruský voják a německý a osmanský polní maršál. Bojoval v prusko-rakouské válce, kde byl v bitvě u Trutnova zraněn, a prusko-francouzské válce, kde se zúčastnil obléhání Met a řady dalších bitev. Poté působil jako poradce v osmanské armádě.
Po vypuknutí první světové války sloužil von der Goltz jako vojenský velitel Belgie. V této funkci proslul svou nemilosrdností, kterou později vyzdvihnul Adolf Hitler jako příklad pro německou okupaci ve Východní Evropě v době druhé světové války. V roce 1915 byl von der Goltz opět vyslán jako německý vojenský poradce do Osmanské říše. Velel osmanským jednotkám v bitvě u Ktésifónu a následném obléhání Kútu, před jehož vítězným ukončením zemřel.